# Museo de bellas artes de Caracas

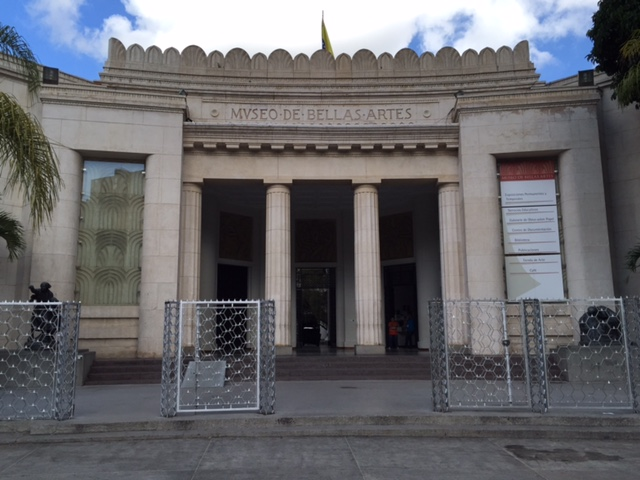
Museo de Bellas Artes de Caracas

Il Museo de Bellas Artes de Caracas è il più antico museo d'arte e uno dei più grandi del Venezuela. La sua fondazione risale al 1918. Le due strutture che ospitano il museo sono stati progettati dall'architetto Carlos Raúl Villanueva.

## Storia
Il museo è stato creato nel 1917 con decreto del Presidente della Repubblica, Victorino Márquez Bustillos. La sua posizione iniziale era uno spazio nell'Università Centrale del Venezuela (attuale Palazzo delle Accademie). Il 20 febbraio 1938, il presidente Eleazar López Contreras, inaugurò la sede, un edificio neoclassico progettato dall'architetto Carlos Raúl Villanueva, situato nel Parque Los Caobos. Esso ha subito un'espansione nel 1953. I lavori continuarono fino al 1976, quando venne realizzato la Pinacoteca Nazionale.

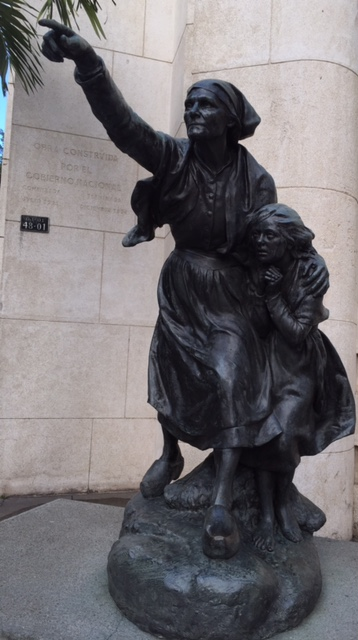
La tempestad (1914), di Lorenzo González, una delle opere più rappresentative del museo.

## Collezione
Il museo ospita una vasta collezione di opere rappresentative di culture antiche e diverse espressioni artistiche, dal passato al più contemporaneo. Attualmente conta 5518 opere, suddivise in diverse collezioni:
- Collezione d'arte egizia
- Collezione di ceramiche cinesi ed europei
- Collezione cubista
- Collezione di arte europea, medievale e moderna
- Collezione di arte latino-americana del XX secolo
- Collezione di arte contemporanea europea e americana
- Collezione venezuelana d'incisione europea e americana
- Collezione venezuelana di fotografia e arti applicate

Oltre alle esposizioni permanenti e temporanee, nel museo vi è una biblioteca, centro di documentazione, fotografia, incisione e design, biblioteca specializzata, un negozio e laboratori didattici.
Il museo possiede anche le incisioni di Francisco de Goya.